# Càucon (fill de Celeno)
D'acord amb la mitologia grega, Càucon (en grec antic Καύκων), va ser un heroi, considerat fill de Celeno i net de l'atenès Flios.
Va ser el primer que introduí a Messènia els misteris de Demèter.